# Wim Weetjens
Wim Weetjens (28 oktober 1971) is een Belgische radio- en televisiemaker. 
Weetjens studeerde licentiaat in de communicatiewetenschappen aan de Vrije Universiteit Brussel. Weetjens werkte voor 2000 voor verscheidene regionale en nationale televisiestations en presenteerde voor de radio onder meer bij Studio Brussel en Radio 2. 
In 2000 richtte hij het radiostation 4FM op. Op 8 mei 2003 werd hij er programmadirecteur, een functie die hij overnam van Stefan Ackermans. In 2005 stopten hij en Ackermans met 4FM toen dat station in handen kwam van Talpa. In 2006 richtte hij met Ackermans het televisiestation Life!tv op, waar hij de functie van gedelegeerd bestuurder uitoefende. Medio 2012 liet Weetjens Life!tv over aan Think Media, uitgever van onder meer P-Magazine.
Sedertdien is hij Business Development Manager bij Sanoma Media Belgium, en was in die hoedanigheid onder meer verantwoordelijk voor Story FM. Wim Weetjens was ook betrokken bij de start van Libelle TV.
Vanaf 2 december 2013 presenteerde Weetjens samen met Tanja Dexters op Story FM de ochtendshow Zotte Morgen.
Sedert 1 september 2015 is hij producer van The Breakfast Club, het ochtendblok bij Nostalgie.
Weetjens presenteert zelf Top of Stop, elke zaterdag en zondag van 12 tot 14 uur op Nostalgie.